# 613
613 (DCXIII na numeração romana) foi um ano comum do século VII, do Calendário Juliano, da Era de Cristo, teve início e fim numa segunda-feira, com a letra dominical G.
| ano completo                         |
| ------------------------------------ |
| Ano comum com início à segunda-feira |

## Eventos
- Clotário II torna-se rei de todos os Francos.

## Mortes
- Teodorico II, rei da Austrásia (n. 587)
- Sigeberto II, rei da Austrásia (n. 601)